# Кучинг
Кучинг (Котяче місто) — місто в Східній Малайзії, на острові Борнео, столиця провінції Саравак. Населення (близько півмільйона чоловік) складається з малайців, даяків, китайців різного походження і індійських народностей.
Кучинг — одне з найкрасивіших та найупорядкованіших міст Південно-Східної Азії. Місто розташоване на обох берегах річки Саравак, північне і південне місто з'єднані між собою тільки двома мостами.

## Клімат
Місто знаходиться у зоні, котра характеризується вологим тропічним кліматом. Найтепліший місяць — травень із середньою температурою 28.3 °C (83 °F). Найхолодніший місяць — січень, із середньою температурою 26.1 °С (79 °F).
| Клімат Кучинга          | Клімат Кучинга | Клімат Кучинга | Клімат Кучинга | Клімат Кучинга | Клімат Кучинга | Клімат Кучинга | Клімат Кучинга | Клімат Кучинга | Клімат Кучинга | Клімат Кучинга | Клімат Кучинга | Клімат Кучинга | Клімат Кучинга |
| Показник                | Січ.           | Лют.           | Бер.           | Квіт.          | Трав.          | Черв.          | Лип.           | Серп.          | Вер.           | Жовт.          | Лист.          | Груд.          | Рік            |
| Абсолютний максимум, °C | 36             | 36             | 37             | 42             | 37             | 37             | 35             | 36             | 38             | 37             | 39             | 35             | 42             |
| Середній максимум, °C   | 29             | 30             | 31             | 31             | 32             | 32             | 31             | 32             | 31             | 31             | 31             | 30             | 31             |
| Середня температура, °C | 26             | 26             | 27             | 27             | 28             | 27             | 27             | 27             | 27             | 27             | 27             | 26             | 27             |
| Середній мінімум, °C    | 22             | 23             | 23             | 23             | 23             | 23             | 23             | 23             | 22             | 23             | 22             | 22             | 23             |
| Абсолютний мінімум, °C  | 18             | 21             | 21             | 22             | 21             | 21             | 20             | 21             | 21             | 21             | 21             | 17             | 17             |
| Норма опадів, мм        | 570            | 450            | 340            | 260            | 240            | 210            | 190            | 210            | 250            | 320            | 340            | 440            | 3880           |
| Днів з опадами          | 26             | 21             | 21             | 22             | 21             | 19             | 17             | 18             | 20             | 24             | 24             | 26             | 259            |
| Вологість повітря, %    | 90             | 90             | 90             | 90             | 85             | 85             | 85             | 85             | 85             | 90             | 90             | 90             | 87.9           |
| ----------------------- | -------------- | -------------- | -------------- | -------------- | -------------- | -------------- | -------------- | -------------- | -------------- | -------------- | -------------- | -------------- | -------------- |
| Джерело: Weatherbase    |                |                |                |                |                |                |                |                |                |                |                |                |                |

## Історія
200 років тому Саравак був частиною султанату Бруней. Внаслідок внутрішніх проблем султан передав невелику територію в управління британцю Джеймсу Бруку, який перетворив Кучинг на столицю свого королівства білих раджів. Династія Брука правила Сараваком до завершення Другої Світової Війни, коли третій і останній раджа сер Чарлз Вайнер Брук передав Саравак Великій Британії.
В цей час тривала неоголошена війна Британії і Британської Співдружності проти Індонезії Сукарно, індонезійці намагалися приєднати Саравак до своєї території. В 1963 Саравак отримав незалежність і увійшов до складу Малайської федерації разом з Сабахом і Сінгапуром.
Походження назви міста Кучинг залишається до цього часу незрозумілим. Традиційно вважають що Кучинг — Котяче місто, хоча скоріше всього назва походить від індійського «кочін» (порт).
Скрізь в місті стоять скульптури кішок, а також тут є Музей Кішок.

## Визначні місця
Кучинг пов'язаний з діяльністю Альфреда Воллеса, одного з найвідоміших вчених-еволюціоністів XIX століття, також в Музеї Сараваку є експозиція присвячена Дарвіну.
В місті є багато музеїв, з яких найвідомішими є:
- Музей Сараваку
- Китайський музей
- Музей Кішок
- Музей Ісламу
- Музей Текстилю

Також цікавими є
- Астана (колишній палац раджі)
- Форт Маргарита
- Даоський храм Туа Пек Конг
- Центральний базар
- Велика кількість статуй кішок в різних частинах міста

Мальовнича променада вздовж берега річки, яка освічується ввечері кольоровими фонтанами з музикою та підсвіткою роблять місто особливо святковим та комфортним.
Китайський квартал, Вулиця столярів і Індійська вулиця збереглися з часів раджі і колоніальних часів.
В місті і навколо нього багато красивих парків.

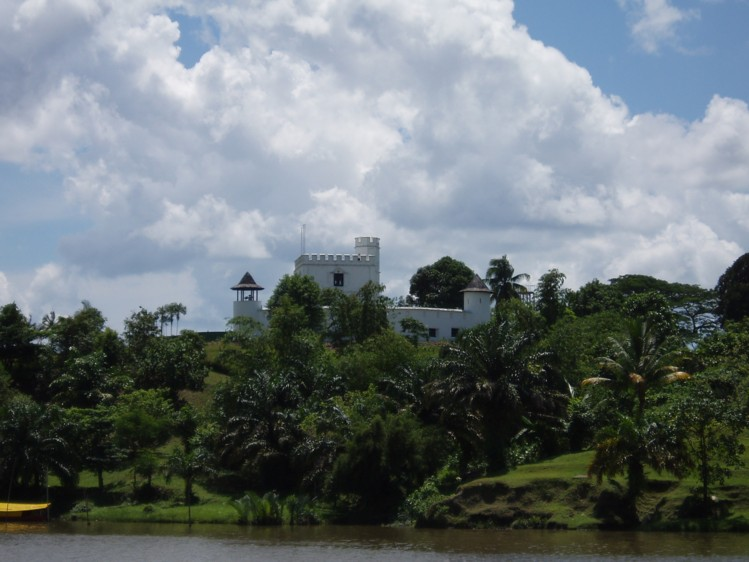
Форт Маргарита
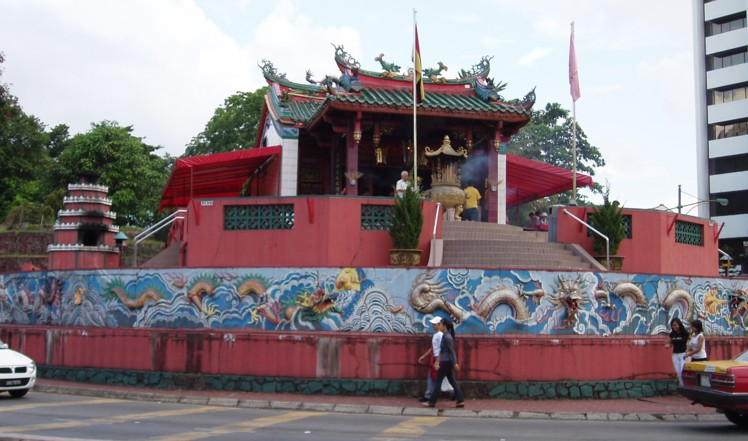
Даоський храм Туа Пек Конг
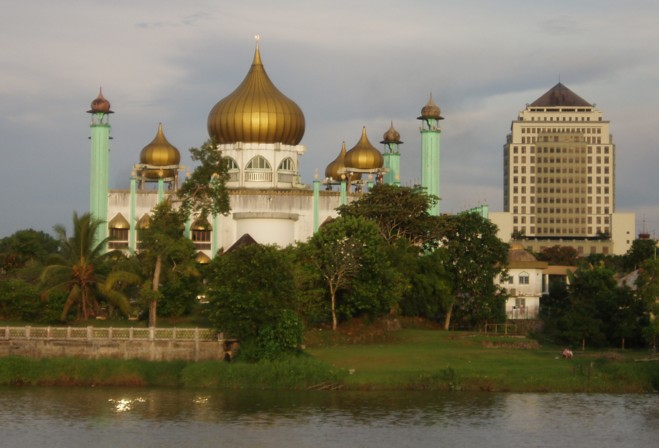
Мечеть Негері
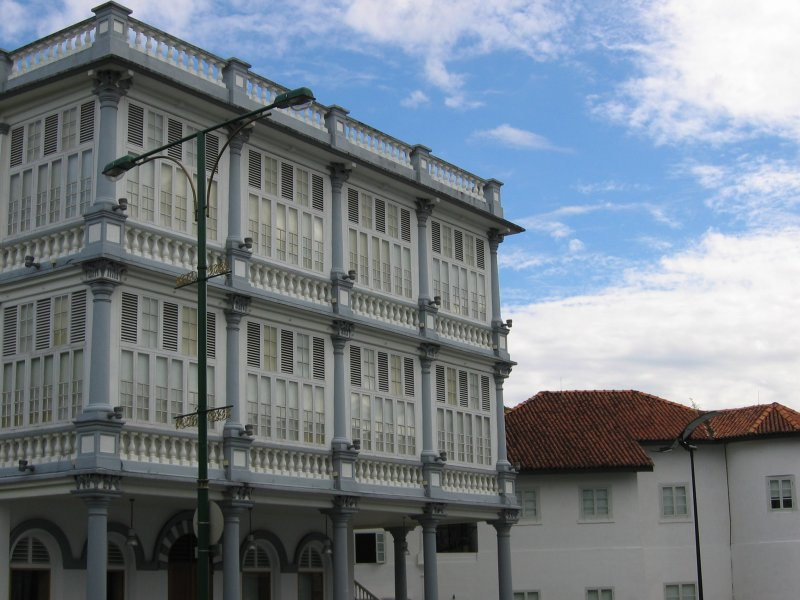
Павільйон XIX ст. та Музей Текстилю
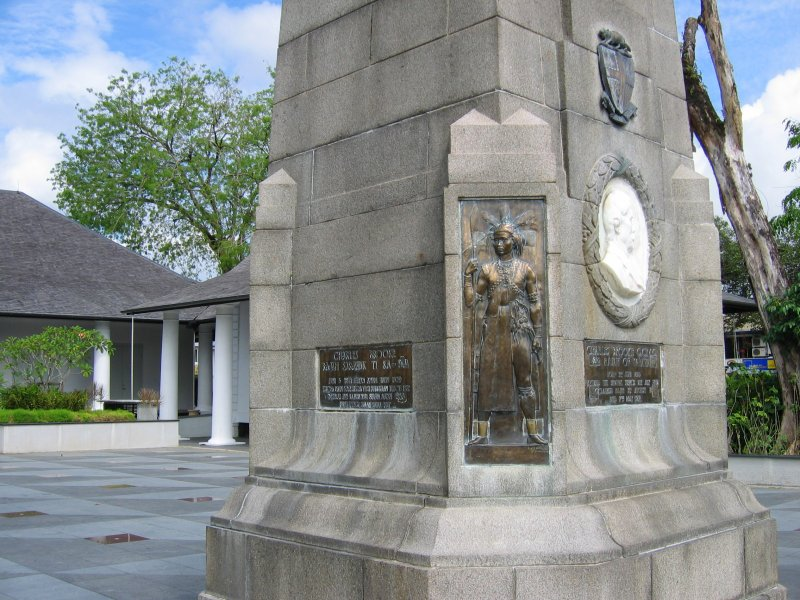
Меморіал Брука біля будинку суду